# Taketo Shiokawa
Taketo Shiokawa (japanisch 塩川 岳人 Shiokawa Taketo; * 17. Dezember 1977 in der Präfektur Shizuoka) ist ein ehemaliger japanischer Fußballspieler.

## Karriere
Shiokawa erlernte das Fußballspielen in der Schulmannschaft der Shizuoka Gakuen High School. Seinen ersten Vertrag unterschrieb er 1996 bei den Montedio Yamagata. Der Verein spielte in der zweithöchsten Liga des Landes, der Japan Football League. Für den Verein absolvierte er 68 Spiele. 1999 wechselte er zum Ligakonkurrenten Ōita Trinita. Für den Verein absolvierte er 34 Spiele. 2000 wechselte er zum Erstligisten Kawasaki Frontale. 2000 erreichte er das Finale des J.League Cup. Am Ende der Saison 2000 stieg der Verein in die J2 League ab. Für den Verein absolvierte er 91 Spiele. 2005 wechselte er zum Erstligisten Yokohama F. Marinos. Für den Verein absolvierte er sechs Erstligaspiele. 2007 wechselte er zum Zweitligisten Tokushima Vortis. Für den Verein absolvierte er 42 Spiele. Ende 2008 beendete er seine Karriere als Fußballspieler.

## Erfolge
Kawasaki Frontale
- J.League Cup

Finalist: 2000